# او-۷۰۴
زیردریایی یو-۷۰۴ (به انگلیسی: German submarine U-704) یک زیردریایی است که طول آن ۶۷٫۱ متر (۲۲۰ فوت ۲ اینچ) می‌باشد. این زیردریایی در سال ۱۹۴۱ ساخته شد.